# Holoplatys bramptonensis
Holoplatys bramptonensis är en spindelart som beskrevs av Zabka 1991. Holoplatys bramptonensis ingår i släktet Holoplatys och familjen hoppspindlar. Inga underarter finns listade i Catalogue of Life.